# Eurya nitida
Eurya nitida är en tvåhjärtbladig växtart. Eurya nitida ingår i släktet Eurya och familjen Pentaphylacaceae.

## Underarter
Arten delas in i följande underarter:
- E. n. anceps
- E. n. nitida
- E. n. aurescens
- E. n. siamensis